# Anopsicus bolivari
Anopsicus bolivari là một loài nhện trong họ Pholcidae. Loài này được phát hiện ở México.